# Twisted (album)
Twisted è un album in studio del musicista inglese Hallucinogen pubblicato nel 1995.
Oltre ad essere considerato uno dei primi album goa trance, Twisted viene citato fra i capolavori e i "bestseller" dello stile.
LSD viene citata come la traccia che "aprì le porte alla psy-trance", mentre Fluoro Neuro Sponge, Dark Magus e la lunghissima Solstice sono citati fra i i brani più riusciti dell'album.

## Tracce
Musiche di Hallucynogen.
1. LSD – 6:45
2. Orphic Thrench – 7:25
3. Alpha Centauri – 10:16
4. Dark Magus – 7:31
5. Shamanix – 10:00
6. Snarling Black Mabel – 7:45
7. Fluoro Neuro Sponge – 6:41
8. Solstice – 17:41 – Il brano "Solstice" si conclude al minuto 8:02. Dopo 6 minuti di silenzio (8:02 - 14:02), inizia una hidden track, che è un mix di un brano intitolato "Angelic Particles".

Durata totale: 74:04